# Óscar Galeano
Óscar Galeano Gracia, né le 11 février 1976, est un homme politique espagnol membre du Parti socialiste ouvrier espagnol (PSOE).
Il est élu député de la circonscription de Saragosse lors des élections générales de décembre 2015.

## Biographie

### Vie privée
Il naît dans le quartier Las Fuentes de Saragosse dans une famille ouvrière. Son père est d'origine estrémègne. Il suit sa scolarité au collège Silos, alors le plus grand d'Europe. Il est marié.

### Études
Il réalise ses études à l'université de Saragosse où il obtient une licence en droit. Il complète sa formation par un master en gestion et administration d'entreprises et par un diplôme postgrade en conseil fiscal. Travaillant d'abord comme salarié, il devient travailleur autonome puis ouvre une entreprise en conseil avec un associé.

### Activités politiques
Membre du groupement local de Saragosse, il est investi en deuxième position sur la liste présentée par le PSOE dans la circonscription de Saragosse à l'occasion des élections générales de décembre 2015,. Au soir du scrutin, la liste remporte deux sièges et il est élu député aux côtés de Susana Sumelzo. Membre de la commission de la Sécurité routière et de la commission de l'Économie et de la Compétitivité, il est porte-parole adjoint à la commission des Finances et des Administrations publiques.
Il conserve son mandat parlementaire lors du scrutin législatif anticipé de juin 2016 et devient porte-parole à la commission de l'Énergie, du Tourisme et du Numérique. Porte-parole adjoint et premier secrétaire de la commission des Finances et de la Fonction publique, il intègre la commission bicamérale des Relations avec le Tribunal des comptes. Lors du mandat de la direction provisoire présidée par le président des Asturies Javier Fernández, entre décembre 2016 et juillet 2017, il est membre suppléant de la députation permanente.